# Llista de muntanyes del Comtat
Llista de muntanyes a la comarca del Comtat, al País Valencià.
| Nom                                       | Altura   | Municipi      | Unitat de relleu       | Coordenades                                            | Foto |
| ----------------------------------------- | -------- | ------------- | ---------------------- | ------------------------------------------------------ | ---- |
| Montcabrer                                | 1.390 m. | Cocentaina    | Serra Mariola          | 38° 45′ 28″ N, 0° 29′ 16″ O / 38.7577166°N,0.4878243°O |      |
| el Pla de la Casa                         | 1.385 m. | Fageca        | Serrella               | 38° 42′ 59″ N, 0° 16′ 29″ O / 38.7164869°N,0.2746002°O |      |
| la Mallada del Llop                       | 1.361 m. | Famorca       | Serrella               | 38° 42′ 55″ N, 0° 14′ 37″ O / 38.715211°N,0.2435995°O  |      |
| l'Altberri                                | 1.354 m. | Cocentaina    | Serra Mariola          | 38° 45′ 08″ N, 0° 28′ 51″ O / 38.7522337°N,0.4809562°O |      |
| el Teix                                   | 1.263 m. | Agres         | Serra Mariola          | 38° 46′ 16″ N, 0° 29′ 54″ O / 38.7712212°N,0.4984296°O |      |
| el Teix                                   | 1.263 m. | Cocentaina    | Serra Mariola          | 38° 46′ 16″ N, 0° 29′ 54″ O / 38.7712212°N,0.4984296°O |      |
| el Recingle                               | 1.257 m. | Agres         | Serra Mariola          | 38° 46′ 04″ N, 0° 30′ 26″ O / 38.7678778°N,0.5071898°O |      |
| Morro de Serrella                         | 1.182 m. | Quatretondeta | Serrella               | 38° 41′ 52″ N, 0° 19′ 33″ O / 38.697658°N,0.3257893°O  |      |
| Morro de Serrella                         | 1.182 m. | Benasau       | Serrella               | 38° 41′ 52″ N, 0° 19′ 33″ O / 38.697658°N,0.3257893°O  |      |
| Bancal d'Alfaro                           | 1.127 m. | Fageca        | Serra d'Alfaro         | 38° 44′ 35″ N, 0° 15′ 10″ O / 38.7430436°N,0.2528413°O |      |
| Bancal d'Alfaro                           | 1.127 m. | Famorca       | Serra d'Alfaro         | 38° 44′ 35″ N, 0° 15′ 10″ O / 38.7430436°N,0.2528413°O |      |
| Alt de la Reja                            | 1.127 m. | Muro d'Alcoi  | Serra Mariola          | 38° 46′ 40″ N, 0° 29′ 12″ O / 38.7778272°N,0.486788°O  |      |
| Alt de la Reja                            | 1.127 m. | Agres         | Serra Mariola          | 38° 46′ 40″ N, 0° 29′ 12″ O / 38.7778272°N,0.486788°O  |      |
| Racó de Llobet                            | 1.224 m. | Cocentaina    | Serra Mariola          | 38° 46′ 00″ N, 0° 29′ 40″ O / 38.7665489°N,0.4945562°O |      |
| Alt del Benicadell                        | 1.105 m. | Beniarrés     | Serra del Benicadell   | 38° 49′ 57″ N, 0° 24′ 23″ O / 38.8326239°N,0.4063219°O |      |
| Alt del Benicadell                        | 1.105 m. | Gaianes       | Serra del Benicadell   | 38° 49′ 57″ N, 0° 24′ 23″ O / 38.8326239°N,0.4063219°O |      |
| Portell d'Alfafara                        | 1.086 m. | Alfafara      | Serra Mariola          | 38° 45′ 50″ N, 0° 32′ 31″ O / 38.7638741°N,0.5418382°O |      |
| Alt de Camarell                           | 1.068 m. | Alcoleja      |                        | 38° 40′ 49″ N, 0° 18′ 28″ O / 38.6803586°N,0.3078615°O |      |
| la Serreta                                | 1.051 m. | Cocentaina    | la Serreta-Ull de Moro | 38° 41′ 17″ N, 0° 26′ 11″ O / 38.6879435°N,0.4364776°O |      |
| Cabeço de Mariola (Alt de la Cova)        | 1.044 m. | Alfafara      | Serra Mariola          | 38° 45′ 32″ N, 0° 33′ 05″ O / 38.7589811°N,0.5514745°O |      |
| Alt del Morral                            | 1.024 m. | Gaianes       | Serra del Benicadell   | 38° 49′ 35″ N, 0° 25′ 54″ O / 38.8263152°N,0.4317883°O |      |
| Alt del Morral                            | 1.024 m. | Muro d'Alcoi  | Serra del Benicadell   | 38° 49′ 35″ N, 0° 25′ 54″ O / 38.8263152°N,0.4317883°O |      |
| Lloma Alta (o Alt de la Caseta de la Neu) | 1.015 m. | Almudaina     | Serra d'Almudaina      | 38° 45′ 17″ N, 0° 20′ 15″ O / 38.7547913°N,0.3374985°O |      |
| Lloma Alta (o Alt de la Caseta de la Neu) | 1.015 m. | Balones       | Serra d'Almudaina      | 38° 45′ 17″ N, 0° 20′ 15″ O / 38.7547913°N,0.3374985°O |      |
| Alt de la Safor                           | 1.012 m. | l'Orxa        | Serra de la Safor      | 38° 51′ 35″ N, 0° 15′ 36″ O / 38.8598455°N,0.2601032°O |      |
| Lloma Redona                              | 984 m.   | Millena       | Serra d'Almudaina      | 38° 44′ 48″ N, 0° 21′ 37″ O / 38.7467918°N,0.360285°O  |      |
| Lloma Redona                              | 984 m.   | Benillup      | Serra d'Almudaina      | 38° 44′ 48″ N, 0° 21′ 37″ O / 38.7467918°N,0.360285°O  |      |
| Lloma Redona                              | 984 m.   | Almudaina     | Serra d'Almudaina      | 38° 44′ 48″ N, 0° 21′ 37″ O / 38.7467918°N,0.360285°O  |      |
| Lloma Redona                              | 984 m.   | Balones       | Serra d'Almudaina      | 38° 44′ 48″ N, 0° 21′ 37″ O / 38.7467918°N,0.360285°O  |      |
| Tossal Blanc                              | 973 m.   | Benimassot    | Serra d'Almudaina      | 38° 45′ 53″ N, 0° 18′ 32″ O / 38.7647198°N,0.3088331°O |      |
| Alt de Bacora                             | 972 m.   | Alcoleja      |                        | 38° 39′ 59″ N, 0° 20′ 47″ O / 38.6664059°N,0.3463082°O |      |
| Alt Redó                                  | 950 m.   | Muro d'Alcoi  | Serra del Benicadell   | 38° 49′ 08″ N, 0° 26′ 54″ O / 38.818969°N,0.448233°O   |      |
| Tossal del Xarpolar                       | 901 m.   | Planes        | Serra dels Llombos     | 38° 48′ 22″ N, 0° 17′ 07″ O / 38.8061518°N,0.2853724°O |      |
| Alt de la Cova Alta                       | 882 m.   | Agres         | Serra d'Agullent       | 38° 48′ 21″ N, 0° 29′ 56″ O / 38.8058993°N,0.498891°O  |      |
| Tossal dels Caragols                      | 854 m.   | Tollos        | Serra d'Alfaro         | 38° 46′ 38″ N, 0° 13′ 30″ O / 38.7772809°N,0.2248833°O |      |
| Alt de la Creu                            | 836 m.   | l'Orxa        | Serra del Benicadell   | 38° 52′ 01″ N, 0° 19′ 25″ O / 38.8668937°N,0.3234853°O |      |
| la Creu del Serrillar                     | 809 m.   | l'Orxa        | Serra del Benicadell   | 38° 51′ 28″ N, 0° 19′ 50″ O / 38.8577468°N,0.3306724°O |      |
| Morro Redó                                | 800 m.   | Planes        | Serra de Cantacuc      | 38° 46′ 19″ N, 0° 17′ 38″ O / 38.7719473°N,0.293981°O  |      |
| Morro Redó                                | 800 m.   | Benimassot    | Serra de Cantacuc      | 38° 46′ 19″ N, 0° 17′ 38″ O / 38.7719473°N,0.293981°O  |      |
| Tossal del Serrillar                      | 770 m.   | Planes        | Serra d'Albureca       | 38° 48′ 58″ N, 0° 18′ 25″ O / 38.8160093°N,0.3068556°O |      |
| Castell de la Barcella                    | 763 m.   | l'Orxa        | Serra del Benicadell   | 38° 51′ 11″ N, 0° 21′ 14″ O / 38.8530368°N,0.3538253°O |      |
| Castell de Cocentaina                     | 754 m.   | Cocentaina    | Serra Mariola          | 38° 44′ 45″ N, 0° 26′ 51″ O / 38.7458753°N,0.4475781°O |      |
| Tossalet de la Dona                       | 696 m.   | Planes        |                        | 38° 47′ 43″ N, 0° 18′ 21″ O / 38.7952569°N,0.3058458°O |      |
| la Capona                                 | 682 m.   | Millena       | Serra d'Almudaina      | 38° 44′ 32″ N, 0° 23′ 16″ O / 38.7422318°N,0.3876773°O |      |
| Alt del Torrater                          | 664 m.   | Alfafara      | Serra d'Agullent       | 38° 48′ 06″ N, 0° 33′ 58″ O / 38.8016011°N,0.5660194°O |      |
| Penyetes del Magre                        | 658 m.   | Planes        | Serra del Cantalar     | 38° 47′ 44″ N, 0° 20′ 15″ O / 38.795653°N,0.3373966°O  |      |
| Patot                                     | 608 m.   | Cocentaina    |                        | 38° 44′ 52″ N, 0° 24′ 04″ O / 38.7477128°N,0.4010401°O |      |
| Patot                                     | 608 m.   | Millena       |                        | 38° 44′ 52″ N, 0° 24′ 04″ O / 38.7477128°N,0.4010401°O |      |
| Llomes del Cantalar                       | 597 m.   | Planes        | Serra del Cantalar     | 38° 47′ 29″ N, 0° 20′ 23″ O / 38.7914666°N,0.3397283°O |      |